# سلطة خامسة
لا يحمل تعبير «السلطة الخامسة» تعريفًا ثابتًا، بل إنه يُستخدم لوصف أي طبقة أو جماعة في المجتمع ليست من رجال الدين (السلطة الأولى) والنبلاء (السلطة الثانية) والعامة (السلطة الثالثة) والصحافة (السلطة الرابعة). فقد استخدم هذا المصطلح لوصف المجتمع المدني (بما في ذلك اتحادات نقابات العمال) والفقراء أو طبقة البروليتاريا. كما يمكن استخدامه أيضًا لوصف وسائل الإعلام (ومن بينها عالم المدونات الإلكترونية) التي ترى نفسها معارضة لوسائل الإعلام الرئيسية (الصحافة الرسمية). ويختلف هذا التعبير بالكامل في أصله ومعناه عن "الطابور الخامس"، الذي يُستخدم لوصف العناصر التخريبية أو المتمردة في المجتمع.
يؤكد نيمو وكومبز على أن الخبراء السياسيين هم من يشكلون السلطة الخامسة. ويقول الباحث الإعلامي ستيفن دي كوبر إن أصحاب المدونات هم السلطة الخامسة. وقد ذكر ويليام دوتون أن السلطة الخامسة ليست مجرد مجتمع مدونات، كما أنها ليست امتدادًا لوسائل الإعلام، ولكنها «أفراد متصلة بشبكات» يساعدهم الإنترنت بطرق يمكنها أن تعرض السلطات الأخرى للمساءلة.

## المدونات باعتبارها السلطة الخامسة
بالرجوع إلى مفهوم مونتسكيو «سلطات العالم الثلاث» (السلطة التنفيذية والسلطة التشريعية والسلطة القضائية) وإلى النموذج المتطور الحديث "السلطة الرابعة"، التي تشمل الإعلام، فإن نايف الروضان يطرح المدونات الإلكترونية (المدونات) بوصفها «السلطة الخامسة في العالم». فالمدونات لها تأثير كامن وحقيقي على صناعة السياسات المعاصرة، وخاصة في سياق الانتخابات، وتقديم التقارير من مناطق النزاع، ومعارضة سياسات الشركات أو الكونغرس. واستنادًا إلى هذه الملاحظات، اقترح نايف الروضان تجاوز التفكير التقليدي الذي يحد من «سلطات العالم» إلى الإجراءات الحكومية، ويقترح منظورًا أوسع يمكن أن يساهم فيه المدنيون أو أي شخص يمكنه الوصول إلى جهاز الكمبيوتر وشبكة الإنترنت في التغيير السياسي العالمي والأمن.
ويضيف الروضان أنه من بين جميع المدونات الإلكترونية، لا يوجد سوى عدد قليل من المدونات التي لها سلطة حقيقية للتأثير على عملية صنع السياسة، وخاصة مدونات الشؤون السياسية والأحداث الجارية التي يشارك بها جمهور كبير. وتساعد هذه المدونات على تنظيم الجمهور ودفعه إلى اتخاذ موقف بشأن قضية ما، كما يمكن استخدامها في الحملات السياسية والمساعدة في تثقيف الحركات الشعبية وجمع التبرعات. وعلاوة على ذلك، تتسم المدونات بالعديد من المزايا الفريدة التي توفر لها إمكانية التأثير المحتمل في صنع السياسات: عدم وجود إشراف على التحرير، أو حواجز أمام إمكانية الدخول، وصعوبة فرض الحكومات لرقابة أو التحكم بالمحتوى، وسهولة الاستجابة للأحداث في الوقت الحقيقي. وقد تؤثر المدونات على صناعة السياسة بتوفير المعلومات الدقيقة، فضلاً عن تسهيل الاتصال بين الخبراء، وذلك من أجل تعزيز جهود الحركات الشعبية، وتشويه الشخصيات السياسية، ووضع جداول أعمال السياسات.
فالمدونات بوصفها «سلطة خامسة» تؤثر أيضًا على الأمن العالمي. كما يمكنها أن تساهم في مخططات الإرهاب من خلال تسهيل الاتصال عبر الحدود وربط الأشخاص الذين تجمعهم أفكار مشتركة خارج الاتجاه العام، ومن خلال نشر رسائل الكراهية أو العنف، أو من خلال تشجيع الجريمة المنظمة. ولذلك، يصل الروضان إلى نتيجة مفادها أنه يجب على الحكومات زيادة المراقبة على المدونات وتطوير الأدوات القانونية والإدارية والتكنولوجية لإثناء المدونين عن نشر معلومات يمكن أن تكون ضارة، مثل الدعوات للتحريض على الإرهاب. وعلى صعيد أكثر إيجابية، فإن المدونات أيضًا يمكنها منع الحكومات من اتخاذ قرارات متسرعة والخطأ في الحكم.